# José de Gregorio y Mauro
José de Gregorio y Mauro, II Marqués de Vallesantoro (Messina, 26 de maig de 1725 - Saragossa, 25 de juliol de 1784) fou un aristòcrata i militar espanyol d'origen italià, Capità general d'Aragó durant el regnat de Carles III d'Espanya.
Era fill de Leopoldo de Gregorio y Masnata, marquès de Squillace. L'agost de 1744 ingressà a les unitats espanyoles estacionades a Nàpols, on ascendí a capità en 1745 i a coronel el 1748. En 1760 el seu pare li va cedir el títol de marquès de Vallesantoro, qui li havia concedit Carles III en 1745, i passà a Espanya amb el grau de brigadier d'infanteria. En 1763 ascendí a mariscal de camp i fou destinat a Catalunya, on fou nomenat governador militar i corregidor de Girona. En 1770 fou ascendit a tinent general i el 27 de març de 1772 fou nomenat governador militar i corregidor de Barcelona, càrrec del que en fou destituït en juliol de 1773 a causa de la repressió de l'avalot de les quintes, que van esclatar quan es va intentar instal·lar al Principat el sistema de quintes. En juliol de 1773 fou nomenat capità general interí d'Extremadura i en 1775 de Castella la Vella. Finalment, el febrer de 1779 fou nomenat Capità general d'Aragó i president de la Reial Audiència, càrrec que fa ocupar fins a la seva mort el 25 de juliol de 1784.